# پتر بژیزا
پتر بژیزا (چکی: Petr Bříza؛ زادهٔ ۹ دسامبر ۱۹۶۴) بازیکن هاکی روی یخ اهل چکسلواکی بود.